# Nagendra Prasad Rijal
Nagendra Prasad Rijal (né le 20 avril 1927 à Telia ; mort le 23 septembre 1994) est le Premier ministre du Népal du 16 juillet 1973 au 1er décembre 1975 et du 21 mars 1986 au 18 juin 1986.